# Ricardo Boucher
Ricardo Boucher, né à Port-au-Prince le 8 mai 1995, est un poète haïtien, artiste performeur et activiste politique. Il est membre de l’organisation progressiste et révolutionnaire MOLEGHAF (Mouvement de Liberté et d’Égalité des Haïtiens pour la Fraternité). " Ni pays ni exil " est le premier recueil de poemes de Ricardo Boucher. 

## Biographie
En 2019, il commence à écrire ses poèmes sur les murs de Port-au-Prince et organise des marches poétiques et des expositions dans de nombreux espaces, impromptus de la ville entre autres les marchés, les places publiques et les cimetières. Ricardo Boucher est un poète et un slameur qui exerce son art depuis de nombreuses années. Sa première œuvre dévoilée au grand jour est l’aboutissement d’un parcours engagé et passionné, un chemin où l’écriture devient une arme et un refuge. 
Ricardo Boucher est un collaborateur de plusieurs festivals de poésie et de théâtre en Haïti dont Quatre Chemins, En Lisant, Transe Poétique, PAPLAB et Les Rencontres du documentaire en Haïti, ses poèmes sont publiés dans plusieurs revues et recueils collectifs en Haïti et à l’étranger. En 2021, il obtient la bourse de résidences par Quatre Chemins pour son projet Carte Postale, une série d’ateliers d’initiation à l’écriture poétique à la prison civile des femmes de Cabaret. En 2023, il donne une lecture du recueil Powèm entèdi ak lòt powèm de Guy Régis Jr lors de la 2e édition de BABELICA, le Salon international de l’édition indépendante en ligne. Ancien responsable de programmation de la Kitmédiathèque, il présente en 2020 l’émission La Poésie sur Kit Médias.

## Extrait
Je m’appelle massacre
De tel poème
Des cercueils peuvent jaillir de terre
La résonance qu’apporte le souffle
La parole décomposée des voix humaines
Puis les rivières tracées selon le chemin du sang
Où sommes nous ?
Nous traversons la grande nuit
Tout ce qu’elle porte de paupières meurtries
sur tant de vies confisquées
avec la même violence aveugle des vomissements de chiens
Nous traversons la grande nuit en instance de la vie rebelle qui ne se rend pas
Parmi les cadavres qui se dévorent entre eux
Nous traversons la grande nuit dans un linceul de résignation
Sous l’étreinte de nos rêves  qui deviennent des larmes sanglantes traversant nos corps
Il y souffle la mort

## Art et engagement
Chez Ricardo Boucher, le militantisme s’entrelace avec finesse à la création pure, formant un équilibre subtil entre l’art et l’engagement. Son écriture, à la fois revendicatrice et esthétique, laisse entrevoir une lutte intérieure et collective qui se dévoile par touches discrètes et puissantes. Ricardo Boucher, transforme le négatif en une matière artistique brute et essentielle, où la tristesse devient une source d’expression créative. Il impressionne déjà par une maturité poétique rare et une lucidité sociologique saisissante. Ses mots, à la fois tendres et implacables, transcendent les frontières de l’intime pour toucher l’universel. Ses images frappent, ses émotions transpercent, et le lecteur se retrouve, à chaque page, confronté à une vérité poétique aussi bouleversante que nécessaire. Comme une mélodie cachée dans les replis de ses vers, le message s’infiltre avec délicatesse, sans jamais alourdir le tissu poétique.

## Création
Le poète et militant, Ricardo Boucher, a offert aux participants un espace d’écriture et de performance pour transformer la douleur en paroles de révolte et d’espoir. Du 4 au 9 août 2025, un camp de déplacés a vibré au rythme des mots et des voix lors de l’atelier Revenons à la voix active, animé par le poète, écrivain performeur et militant politique Ricardo Boucher. Plus qu’un simple atelier, l’événement s’est affirmé comme un véritable laboratoire d’expression artistique, mêlant écriture, oralité et performance scénique.